# Riegersberg
Riegersberg mit 981 Einwohnern (Stand: 1. Jänner 2015)
ist eine ehemalige Gemeinde im Gerichtsbezirk Fürstenfeld und im politischen Bezirk Hartberg-Fürstenfeld in der Steiermark in Österreich. Seit 1. Jänner 2015 ist sie im Rahmen der steiermärkischen Gemeindestrukturreform mit den Gemeinden Vorau, Puchegg, Schachen bei Vorau und Vornholz zusammengeschlossen, die neue Gemeinde trägt Namen „Vorau“ weiter.

## Geografie

### Geografische Lage
Riegersberg liegt im Joglland ca. 16 km nordwestlich der Bezirkshauptstadt Hartberg. Die Gemeinde befindet sich zwischen Vorau im Süden und dem Tal der Lafnitz im Norden und erstreckt sich im Osten bis zur Mündung des Voraubaches in die Lafnitz. Beide Zuflüsse entwässern das Gemeindegebiet. Der Nordwesten von Riegersberg ist von ausgedehnten Waldgebieten bedeckt.

### Gemeindegliederung
Riegersberg ist eine über viele Siedlungen verteilte ehemalige Gemeinde. Sie bestand aus den beiden Katastralgemeinden und gleichnamigen Ortschaften Reinberg (743,42 ha, 221 Einwohner) und Riegersbach (1.722,36 ha, 740 Einwohner) (Stand 1. Jänner 2024).

Reinberg setzt sich zusammen aus den Ortsteilen Reinberg, Beigütl, Bühl, Goldsberg, Haidbauer, Kottingdorf, Lafnitzmühle, Lehen, Mayerhof, Pferschy, Tamp und Winkl;

Riegersbach aus: Feldbauern, Forster, Karl auf der Halt, Kernbauer, Moihof, Pichl, Reifbach, Stiftingbauern, Theißl, Waldbach und Weißenbach.

### Gemeindezusammenlegung
Am 1. Jänner 1967 schlossen sich die ehemals selbstständigen Gemeinden Riegersbach und Reinberg (die heutigen Katastralgemeinden) zur Gemeinde Riegersberg zusammen. Der Gemeindename ist ein Kofferwort aus den beiden Altgemeinden.

## Geschichte

### Reinberg
Als das Stift Vorau im Jahr 1163 gegründet wurde, war das Gebiet von Reinberg noch nicht besiedelt. Gegen Ende des 12. Jahrhunderts legten die Stubenberger am Zusammenfluss von Lafnitz und Voraubach eine Burg an, unterhalb derer das Dorf Reinberg entstand. Der Name Ruomberch (Ruhmberg, Ehrenberg) wird erstmals im Jahr 1217 urkundlich erwähnt.
Infolge von Auseinandersetzungen zwischen dem Stift Vorau und den Stubenbergern musste das Stift das Gebiet der heutigen Katastralgemeinde zwecks Grenzbefestigung abtreten. Die Besiedlung begann im 13. Jahrhundert durch die Gründung von Waldhufenanlagen.
Als Wulfing von Stubenberg im Juni 1217 zum Kreuzzug aufbrach, verpfändete er seinen Besitz dem Stift Göß für den Fall, dass er beim Kreuzzug ums Leben kommt. Dies wird von den Brüdern Wulfing und Wolfher von Reinberg bezeugt. Wolfher von Reinberg zog 1218 mit Leopold VI. nach Palästina. Als Gutmachung schenkte Heinrich von Reinberg im Jahr 1252 eine Hube in Reinberg dem Stift.
In der Folgezeit wechselte Reinberg häufig den Besitzer. Zunächst kam es an die Krumbacher, später an Ulrich von Pergau. 1366 wurde Reinberg an die Stadecker verkauft, ehe die Burg zu Beginn des 15. Jahrhunderts an die Herrschaft Thalberg fiel, wobei die Untertanen der Burg weit über das nördliche Joglland verteilt waren.
Die ehemalige Burg existiert heute nicht mehr. Der Meierhof der Burg stand an der Stelle der Rotte Mayerhof. An der Stelle der Burg steht heute eine Kirche als Nachfolgerin der alten Schlosskapelle. Die Einwohnerzahl im Dorf ging stetig zurück und betrug im Jahr 1822 lediglich noch sechs.

### Riegersbach

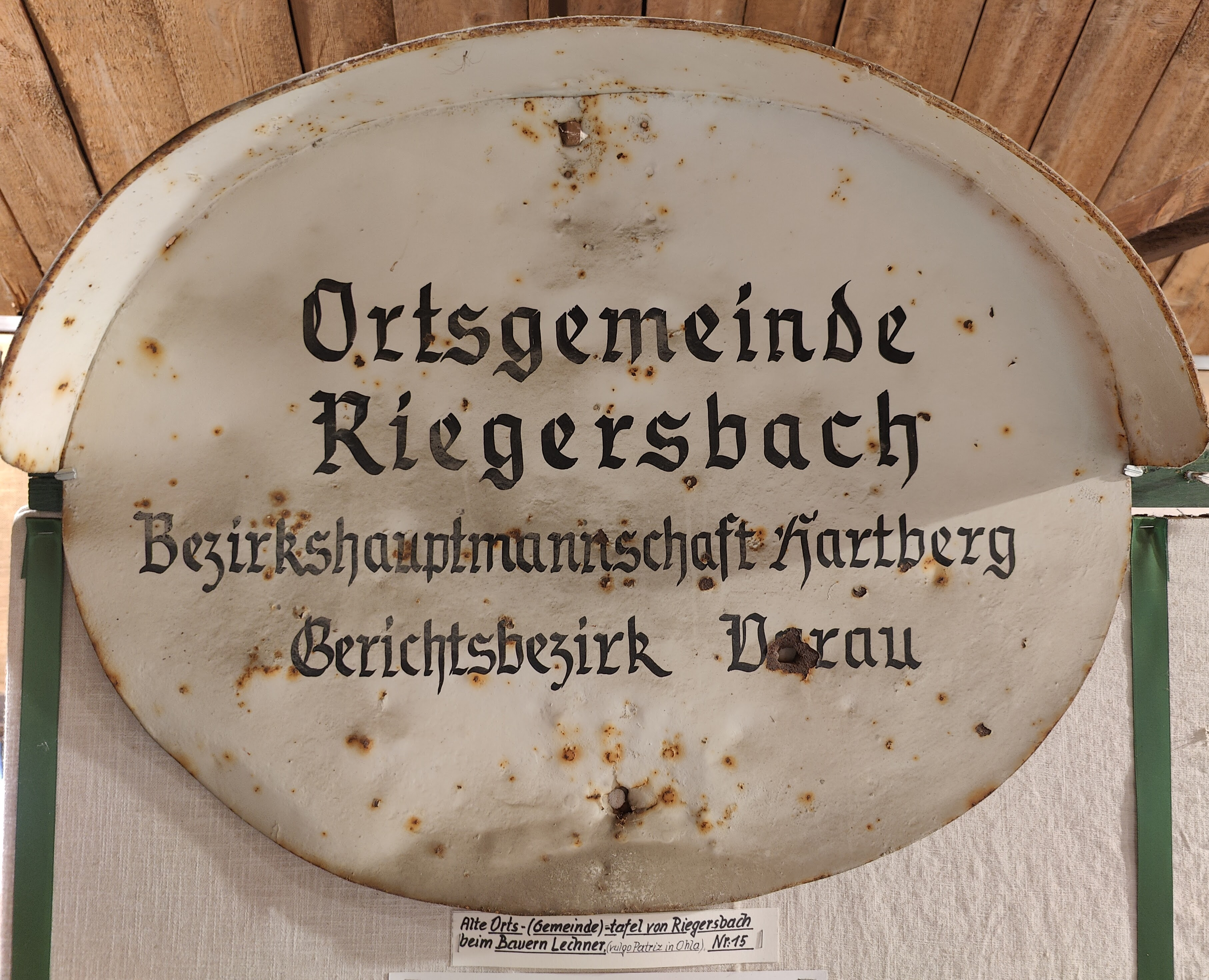
Ortschaftstafel Riegersbach, damals eigenständige Gemeinde

Das Gebiet der heutigen Katastralgemeinde Riegersbach gehörte bei der Gründung des Stiftes Vorau im Jahr 1163 zu dessen Besitz, wurde aber erst im 13. Jahrhundert gerodet und besiedelt. Die Siedlung Riegersbach ist nach ihrem Gründer Propst Rudiger benannt, der von 1237 bis 1240 in Vorau urkundlich erwähnt wird.
Während des Mittelalters hatten die Höfe im Bereich von Riegersbach Abgaben in Geld und Naturalien (Käse, Eier, Hühner) an das Stift zu leisten. Darüber hinaus waren die Bauern zu Fronarbeit verpflichtet.

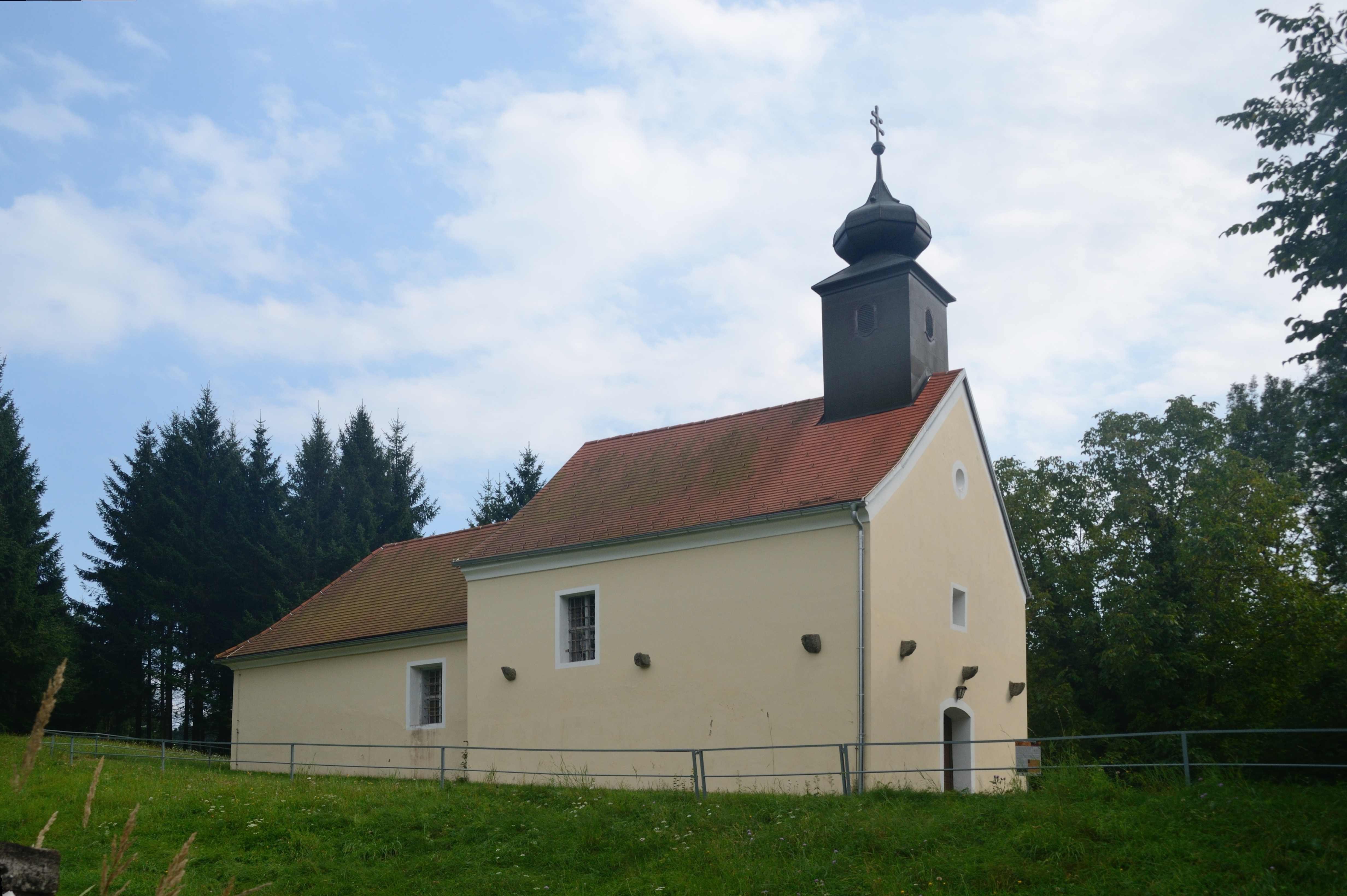
Filialkirche Hl. Nikolaus in Reinberg

### Bevölkerungsentwicklung 1869 bis 2015
| - 1869: 910 - 1880: 853 - 1890: 877 - 1900: 826 | - 1910: 829 - 1923: 860 - 1934: 937 - 1939: 920 | - 1951: 0940 - 1961: 1129 - 1971: 1138 - 1981: 1128 | - 1991: 1072 - 2001: 1046 - 2013: 0989 - 2015: 0981 |

Quelle: Statistik Austria

## Kultur und Sehenswürdigkeiten

### Parks
Das Wildgehege hat eine Fläche von etwa sechs Hektar. Es bietet dem Rotwild und den Europäischen Mufflons Platz für eine artgerechte Haltung. Das Wild hat die Möglichkeit, sich in den Wald zurückzuziehen oder auf einer Wiese zu grasen. Die Tiere können von Hochsitzen am Rand beobachtet werden.

## Wirtschaft und Infrastruktur

### Verkehr
Riegersberg liegt abseits der Hauptverkehrsstraßen und hat kaum Durchgangsverkehr. Die Landesstraße entlang der Lafnitz führt an der nördlichen Gemeindegrenze entlang, die Landesstraße von Rohrbach an der Lafnitz nach Vorau entlang der südlichen Gemeindegrenze. Die Süd Autobahn A 2 von Wien nach Graz ist rund 27 Kilometer entfernt und über die Anschlussstelle Pinkafeld (100) erreichbar. Die Wechsel Straße B 54 von Wiener Neustadt nach Hartberg ist etwa 16 Kilometer entfernt.
Riegersberg besitzt keinen Eisenbahnanschluss. Der nächste Bahnhof ist der Bahnhof Rohrbach-Vorau in etwa fünf Kilometer Entfernung.

## Politik

### Gemeinderat
Die letzten Gemeinderatswahlen brachten die folgenden Ergebnisse:
| Partei          | 2005 | 2005 | 2005 | 2000 | 2000 | 2000 | 1995 | 1995 | 1995 | 1990 | 1990 | 1990 |
| Partei          | Sti. | %    | M.   | Sti. | %    | M.   | Sti. | %    | M.   | Sti. | %    | M.   |
| --------------- | ---- | ---- | ---- | ---- | ---- | ---- | ---- | ---- | ---- | ---- | ---- | ---- |
| ÖVP             | 556  | 76   | 12   | 534  | 80   | 12   | 525  | 76   | 12   | 526  | 72   | 11   |
| SPÖ             | 180  | 24   | 3    | 130  | 20   | 3    | 162  | 24   | 3    | 209  | 28   | 4    |
| Wahlbeteiligung | 88 % | 88 % | 88 % | 85 % | 85 % | 85 % | 89 % | 89 % | 89 % | 94 % | 94 % | 94 % |

### Bürgermeister
Bürgermeister war Erich Kager (ÖVP), Vizebürgermeister war Karl Zingl (ÖVP).

### Wappen
Das Wappen der Gemeinde Riegersberg wurde vom Gemeinderat am 19. April 1997 beschlossen.

## Persönlichkeiten

### Ehrenbürger
- 1999: Rupert Kroisleitner (* 1939), Augustiner-Chorherr, Propst des Stiftes Vorau 1970–2000[6]

### Söhne und Töchter der Stadt
- Ferdinand Feldhofer (* 1979), österreichischer Fußballspieler, aufgewachsen in Riegersberg